# Pamir

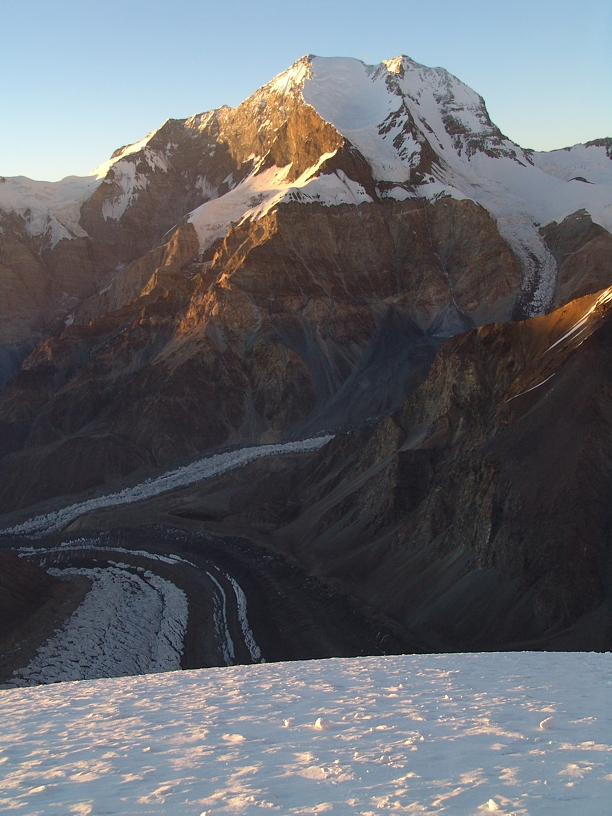
Pic Korzhenevskoi.

Les muntanyes del Pamir, situades a l'Àsia central, formen un altiplà de prop de 100.000 km² a entre 3.000 i 4.000 m de mitjana sobre el nivell del mar. Estan formades per la junció o "nus" de les serralades del Tian Shan, Karakoram, Kunlun i Hindu Kush. Són unes de les muntanyes més altes del món, conegudes també pel nom xinès de Congling (葱嶺). La regió del Pamir està principalment situada al Tadjikistan, a la regió de Gorno-Badakhshan. Parts del Pamir també són compartides pels països Kirguizstan, Afganistan, i Pakistan.

## Geografia

Localització geogràfica.

El Pamir està situat principalment a la província autònoma de Gorno-Badakhshan, al Tadjikistan.

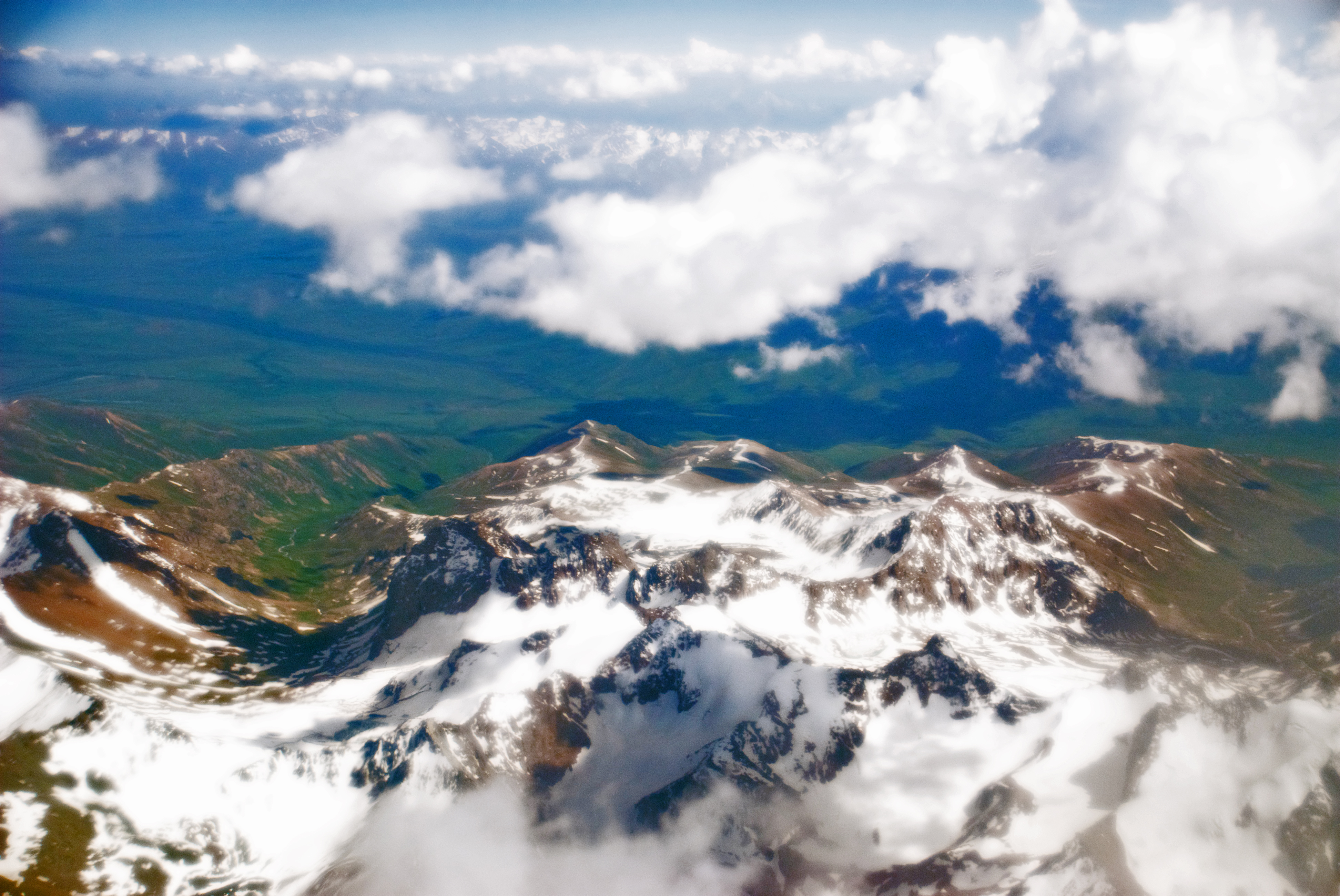
Vista aèria de la zona del Pamir al Tadjikistan.

Les esllavissades de terra deixen freqüentment les carreteres hores i fins i tot dies tallades a la circulació.

Les tres muntanyes més altes en són el pic Ismail Samani (conegut des del 1932 al 1962 com a pic Stalin, i del 1962 al 1998 com a pic Comunisme), de 7.495 m sobre el nivell del mar, el 
Pic Independència, de 7.165 m i el pic Korzhenevskoi de 7.105 m.
Hi ha moltes glaceres a les muntanyes del Pamir, incloent-hi la glacera Fedtxenko, de 72 km de longitud, la més llarga de l'antiga URSS i la més llarga de fora de la regió polar.
A l'oest dels Pamirs -al mateix Tadjiskistan-, es troba la cadena muntanyosa anomenada Akadémia Naük, que es troba alineada en la direcció dels meridians terrestres, i és considerada el cor del sistema muntanyós del Pamir. El pic més alt n'és l'Ismail Samani. La longitud d'aquesta cadena muntanyosa és d'uns 110 km. Els cims de la cadena tenen un relleu semblant a l'alpí, amb 24 cims de més de 6.000 m d'altitud. El punt de pas més baix, el Kamaloyak, es troba a una alçada de 4.340 m, propera a l'alçada la del mont Blanc (4.810 m). El llac més alt dels Pamir, i el segon més alt del món, és el Kara Köl (Pamir), que està situat a 3.900 m sobre el nivell del mar (al Tadjikistan), rodejat de muntanyes de neu permanent, i que té 25 km de diàmetre. S'ha pogut deduir, a partir d'imatges fetes des de l'espai, que aquest llac es troba assentat dins un forat creat per l'impacte d'un meteorit fa 5 milions d'anys. Una península projectada des de la costa sud i una illa a la riba nord del llac el divideixen en dues zones: una oriental, més petita, i una zona occidental, més gran, amb profunditat entre 221 i 230 m. Existeixen dos assentaments de població quirguís.

## Clima
Cobert de neu tot l'any, el Pamir té uns hiverns llargs i durs, i frescos i curts estius. Les precipitacions anuals ronden els 130 mm, cosa que amb penes i treballs hi permet el creixement de l'herba i dels escassíssims arbres.

## Economia
A l'oest, s'extrau carbó, tot i que la ramaderia ovina als prats elevats són la primera font d'ingressos de l'àrea.
A començaments de la dècada del 1980, un dipòsit de clinohumita fou descobert a les muntanyes del Pamir. Va ser l'únic conegut al món fins al descobriment d'un altre a la península del Taimir, a la regió de Sibèria, l'any 2000.

## Transport
Al límit sud-est de la regió del Pamir, en territori xinès, es troba la carretera més alta del món: la carretera del Karakoram, que connecta el Pakistan i la Xina.
La carretera del Pamir, la segona més alta del món, va de Duixanbe, capital del Tadjikistan, a Osh, al Kirguizstan, a través de la regió autònoma de Gorno-Badakhshan, i és la principal via d'aprovisionament d'aquesta aïllada regió.

## Història
La regió fou coneguda pels xinesos amb el nom de She-K'i-nior ('regne de les cinc gorges'); l'esmenta el pelegrí xinès budista Hsüen-Tsang al segle VII. En temps dels musulmans, Yakubi esmenta el principat de Shiknan (Shughnan), governat per Khumar Beg o Khumar Tigin, a l'alt Tukharistan, i el de Badakhxan i diu que la població era pagana i pagava tribut a prínceps veïns. Al segle x, l'obra Hudud al-alam esmenta el Pamir com a porta d'entrada al Tibet, i la seva capital, Ishkamish, com a seu del malik de Wakhan. Al final del segle xiii, Marco Polo va creuar la regió de Pamir i Badakhshan i la vall de Wakhan per anar al nord cap a Kashghar i diu que la població era musulmana i bel·licosa; al seu cap, li dona el nom de None. Als segles següents, va estar generalment en poder dels mirs ismaïlites nizarites de Shughnan, que van fer front als atacs timúrides (segle XIV i XV). Foren nominals vassalls uzbeks després del segle xvi. A finals del segle xix, l'Oxus superior va quedar fixat com a frontera entre l'emirat de Bukharà (protegit per Rússia) i l'emirat de l'Afganistan (1895) i va quedar en part sota control rus.